# 酎金案
酎金案是中国西汉汉武帝当政时期发生的削夺列侯爵位的政治事件。酎金指祭祀太庙时王侯助祭所供奉的金子。
元鼎五年（前112年），齐国国相卜式上书请击南越，汉武帝特意赐关内侯爵位，金六十斤，田十顷嘉奖他的忠心，并布告天下，希望能有更多人响应，然而列侯却对这一事件装聋作哑。汉武帝为削夺列侯的爵位，达到惩罚列侯的目的，授意少府严加审核列侯上交的金子。最终有106名列侯因为金子成色不足丢失爵位；同时拜卜式为御史大夫，位列三公。这就是西汉有名的酎金案。